# نادي سانتا باربارا سكاي
سانتا باربارا سكاي هو فريق كرة قدم أمريكي محترف، مقره في سانتا باربرا، كاليفورنيا. أُعلن الفريق لأول مرة في عام 2022، وهو يخطط للعب في بطولة الدوري الأمريكي الدرجة الأولى، ابتداءً من عام 2024.

## بدايته الرياضية
في 12 يوليو 2022، أعلن دوري كرة القدم المتحدة أن بيتر مور قد مُنح فريق التوسع لبطولة الدوري الأمريكي الدرجة الأولى، في سانتا باربرا لبدء اللعب في موسم 2024. يخطط الفريق للعب مبارياته في ملعب لا بلايا في حرم كلية مدينة سانتا باربرا.